# Joe Davis (futebolista)
Joe Davis (Glasgow, 22 de maio de 1941 - East Ayrshire, 5 de agosto de 2016) foi um futebolista escocês, que jogou em Third Lanark, Hibernian e Carlisle United.